# Oostkapelle

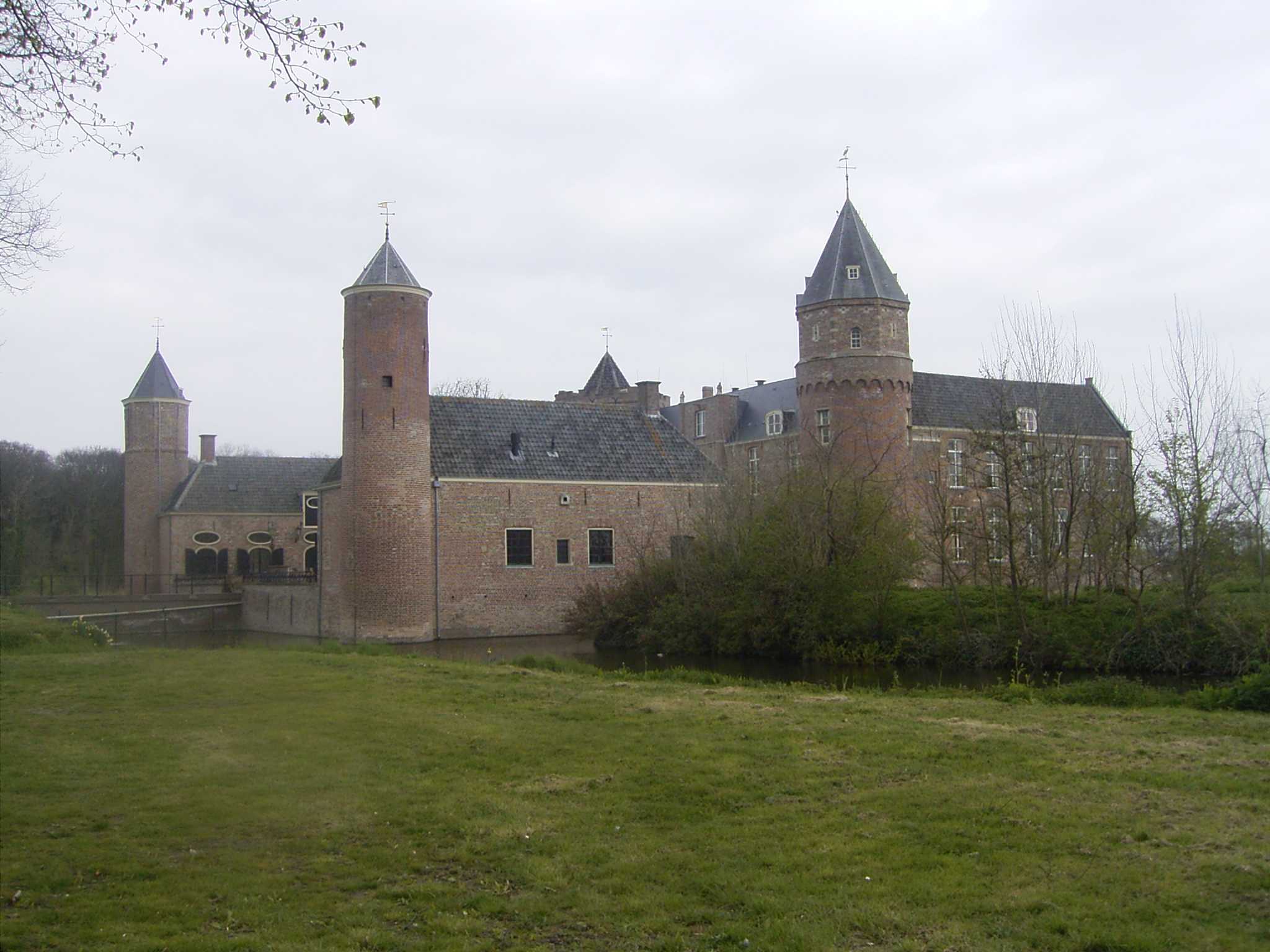
Kastellet Westhove

Oostkapelle är en ort i Nederländerna, belägen i provinsen Zeeland. Oostkapelle är en del av Veeres kommun och ligger omkring 9 kilometer norr om Middelburg.
Den 1 januari 2005 fanns det 2 607 invånare i Oostkapelle.

## Sevärdheter
- Kastellet Westhove
- Museet Terra Maris

## Personligheter
- Leen de Broekert, pianist
- Wim Hofman, författare
- Matthijs Röling, konstnär
- Jan Zwemer, historiker